# Sant Pau de Tordera
Sant Pau és una església barroca al poble de Tordera al municipi de Granyanella (la Segarra) inclosa a l'Inventari del Patrimoni Arquitectònic de Catalunya. L'actual església de Tordera es construí durant la segona meitat del segle xviii damunt una antiga capella.
L'església és al xamfrà entre dos carrers, a la part baixa del municipi. Presenta una planta d'una sola nau amb capelles laterals, campanar d'espadanya damunt la façana principal i amb coberta a dues aigües.
El mur és de paredat de pedra amb carreus irregulars, exceptuant la base, les cantonades i el campanar d'espadanya on s'utilitzen carreus regulars. La porta d'entrada, realitzada amb grans carreus de pedra, està coronada per un arc rebaixat amb la clau decorada amb formes geomètriques circulars. Per damunt d'aquesta, ens apareix una petita finestra circular per il·luminar l'interior de l'església, per sobre de la qual hi ha l'escut del municipi de Tordera, afegit arran de la restauració duta a terme als anys 1990. El campanar d'espadanya està format per dos ulls amb arc de mig punt on estan situades les campanes.
L'interior de l'edifici és cobert per volta de canó amb llunetes, reforçada per arcs faixons que reposen sobre una cornisa. L'àbsis, tancat per un mur pla, presenta unes pintures contemporànies a l'època de la construcció molt malmeses. Les capelles laterals, amb arc de mig punt i volta d'aresta, són separades per pilastres adossades a la paret i encarregades de trencar la monotonia del mur. Als peus hi ha el cor, al qual s'accedeix mitjançant una escala lateral.